# 靛水街道
靛水街道，是中华人民共和国重庆市彭水苗族土家族自治县下辖的一个乡镇级行政单位。

## 行政区划
靛水街道下辖以下地区：
靛水村、张家坝村、前进村、新田坡村、黄沙村、桂花村、火石村、天井村、大坨村、长沟村、古文村、朝阳村、五湖村、肖坝村和新胜村。